# Видзы-Ловчинские
Видзы-Ловчинские (бел. Ві́дзы Лаўчы́нскія) — деревня в Браславском районе Витебской области Белоруссии, в Видзовском сельсовете. Население — 235 человек (2019).

## География
Деревня находится в 3 км к западу от посёлка Видзы. В 2 км к западу проходит граница с Литвой, Видзы-Ловчинские находятся в пограничной зоне Республики Беларусь.

### Гидрография
Около деревни располагается ряд небольших озёр, принадлежащих к бассейну реки Равкета, притока Дисны. Одно из озёр, озёро Дворное, находится в черте самой деревни.

## История

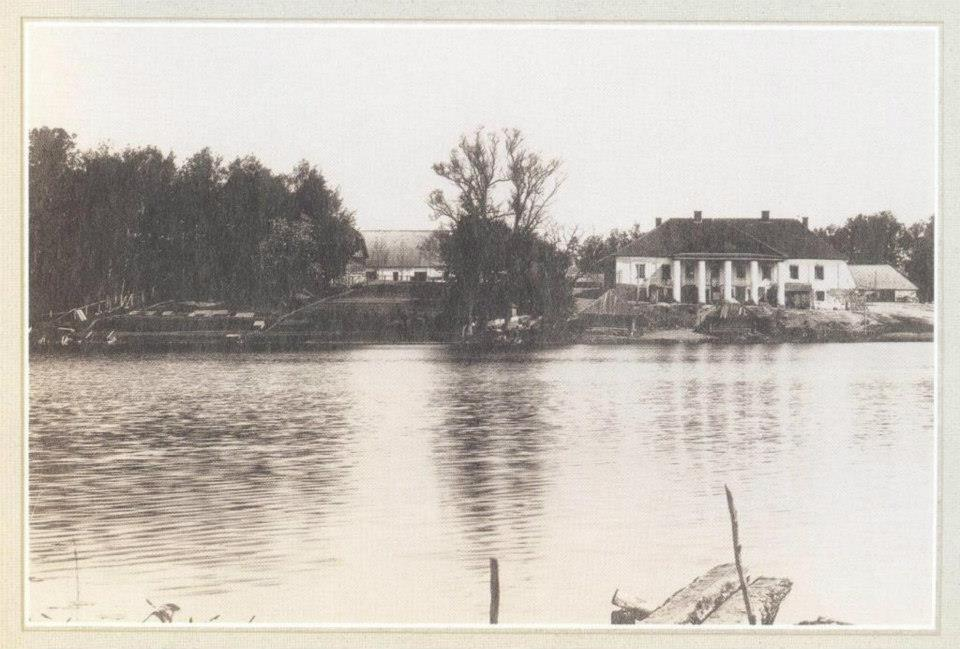
Усадьба Вавжецких в Видзах-Ловчинских. Фото начала XX века

Первое упоминание в источниках относится к 1586 году, тогда деревня носила название Ловище и принадлежала роду Нарушевичей, с 1775 года имение принадлежит Вавжецким. В конце XVIII — начале XIX века на берегу озера Дворное был построен усадебно-парковый ансамбль, включавший небольшой одноэтажный деревянный на каменном цоколе усадебный дом, окруженный живописным парком площадью 5 гектар.
В родовом имении в Видзах-Ловчинские провел последние месяцы жизни генерал Томаш Вавжецкий, один из руководителей восстания Костюшко. Поместье неоднократно посещал Адам Мицкевич.
В начале XIX века на базе четырёх сероводородных источников в Видзах-Ловчинских был образован курорт «Лазенки». В 1860-е годы здесь было 60 ванн, работали врачи. С конца XIX века курорт в упадке.
С середины XIX века Видзы-Ловчинские принадлежали роду рода Минейко. С 1855 года в деревне работала пивоварня, а на дороге Видзы-Вильно, проходившей через деревню, стояла корчма. В 1859 году в Видзах-Ловчинских было 34 жителя, усадебный дом, водяная мельница.
По Рижскому мирному договору (1921 года) Видзы-Ловчинские попали в состав межвоенной Польской Республики.
С 1939 году в составе БССР.
В 1970 году в Видзах-Ловчинских было 389 жителей и 119 дворов.

## Население

### Численность
- 2019 год — 235 жителей

### Динамика
- 2019 год — 235 жителей (перепись населения)

## Достопримечательности
- Бывшая усадьба Вавжецких, конец XVIII — начало XIX века —  Историко-культурная ценность Республики Беларусь, шифр 212Г000182
  - Усадебный дом, конец XVIII — начало XIX века
  - Хозпостройки, XIX век
  - Бывшее здание корчмы, XIX век
  - Парк, XIX век

## Галерея

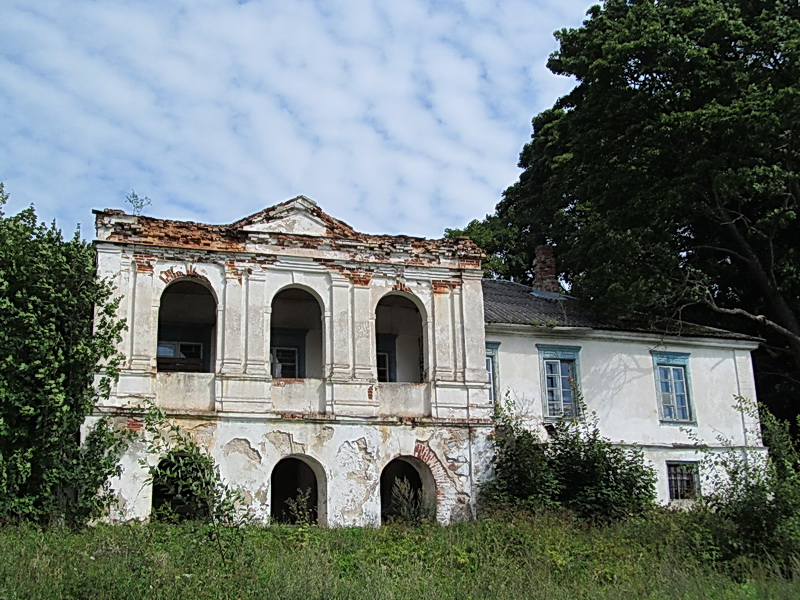
Усадьба
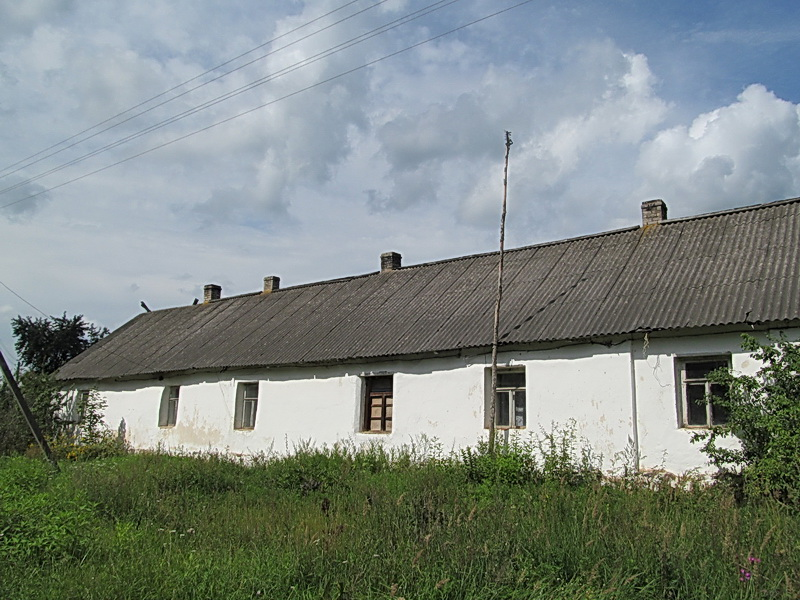
Карчма